# Hygracris palustris
Hygracris palustris är en insektsart som beskrevs av Boris Petrovich Uvarov 1921. Hygracris palustris ingår i släktet Hygracris och familjen gräshoppor. Inga underarter finns listade i Catalogue of Life.